# Општина Домжале
Општина Домжале (словен. Domžale) је једна од општина Средњесловенске регије у држави Словенији. Седиште општине је истоимени град Домжале.

## Природне одлике
Рељеф: Општина Домжале налази се у средишњем делу државе, североисточно од Љубљане. Оштина захвата доњи део долине Камнишке Бистрице и брдско-планински крај источно од дате долине.
Клима: У нижим деловима општине влада умерено континентална клима, док у вишим влада њена оштрија, планинска варијанта.
Воде: Највећи и најзначајнии водоток у општини је река Камнишка Бистрица. Остали мањи водотоци су њене притоке.

## Становништво
Општина Домжале је средње густо насељена.

## Насеља општине
| - Бишче - Брдо - Брезје при Добу - Брезовица при Добу - Вир - Горичица при Ихану - Горјуша - Депала Вас - Доб - Добовље - Долење - Домжале - Драгомељ - Жеје | - Желодник - Жиче - Заборшт - Загорица при Ровах - Залог под Свето Тројицо - Згорње Јарше - Ихан - Јасен - Кокошње - Количево - Коловец - Кртина - Лазе при Домжалах | - Мала Лока - Ножице - Подречје - Прелог - Пресерје при Радомљах - Пшата - Рача - Рачни Врх - Радомље - Родица - Рова - Село при Ихану - Сподње Јарше - Средње Јарше | - Студенец при Кртини - Света Тројица - Турнше - Хомец - Худо - Чешеник - Шентпавел при Домжалах - Шкоцјан - Шкрјанчево |  |